# Мозолюк Володимир Данилович
Володи́мир Дани́лович Мозолю́к (нар. 28 січня 1964, Луцьк) — радянський та український футболіст, що грав на позиції нападника. По завершенні ігрової кар'єри — футбольний тренер.
Відомий насамперед виступами за футбольний клуб «Волинь», де є одним із найкращих гравців та бомбардирів клубу (89 м'ячів у чемпіонатах СРСР та України і кубкових матчах — 3 місце серед усіх бомбардирів клубу), виступав також за клуби «Дніпро» (Дніпропетровськ), «Колос» (Нікополь) та «Карпати», а також за ряд зарубіжних клубів.

## Клубна кар'єра
Володимир Мозолюк є вихованцем ДЮСШ луцького «Торпедо», де його першим тренером був знаний у минулому гравець луцької команди Альберт Мікоян. Після успіхів у складі юнацької команди; яка у 1981 році зайняла друге місце у чемпіонаті України серед груп підготовки клубів вищої, першої та другої ліг колишнього СРСР, запрошується до основного складу луцької команди, що виступала у другій лізі чемпіонату СРСР. Володимира Мозолюка хотіло бачити у своєму складі й київське «Динамо»), але в останній момент футболіст відмовився від запрошення. Дебют молодого гравця відбувся уже в сезоні 1981 року. Після успішних виступів за луцький клуб, де він швидко став одним із лідерів клубу, у 1985 році Володимира Мозолюка запрошують до одного із лідерів тогочасного радянського футболу — клубу «Дніпро» (Дніпропетровськ). Але величезна конкуренція за місце в основному складі призвела до того, що Мозолюк провів лише по одному матчу в чемпіонаті та кубку СРСР, і вирішив перейти у нікопольський «Колос»), що тоді виступав у першій лізі СРСР. Після трьох років перебування у Нікополі повертається до Луцька, і вже в перший сезон після повернення разом із командою, перейменованою на «Волинь», стає переможцем зонального турніру команд другої ліги, що тоді носив назву чемпіонату УРСР з футболу 1989. Після цього успіху разом із клубом виступав два роки у так званій буферній зоні другої ліги, а з 1992 року вже у вищій лізі чемпіонату України. У 1994 році нетривалий час грав за львівські «Карпати», але травма завадила закріпитися в основному складі команди. На початку 1995 року уперше спробував сили за кордоном, у польському клубі «Мотор» (Люблін), але зіграв за клуб лише 4 матчі, і повернувся до «Волині». У рідному клубі провів цього разу лише рік, і, хоч для самого футболіста сезон був успішним (у 33 матчах чемпіонату провів 12 м'ячів та став найкращим бомбардиром клубу в сезоні і шостим серед бомбардирів вищої ліги), то «Волинь» зайняла передостаннє місце у вищій лізі та вилетіла в першу лігу. Після цього сезону Володимир Мозолюк вдруге вирішує спробувати свої сили в закордонному чемпіонаті, і підписує контракт із ізраїльським клубом «Маккабі» із Кфар-Кани. Після піврічного перебування за кордоном знову повертається до рідного клубу, де уже в першій українській лізі завершує кар'єру професійного футболіста. Після завершення виступів за «Волинь» декілька років грав за аматорські клуби області.

## Тренерська кар'єра
Володимир Мозолюк розпочав кар'єру тренера в ДЮФШ «Волинь» при футбольному клубі «Волинь». У 2013 році Володимира Мозолюка призначено тренером молодіжного складу футбольного клубу «Волинь», на цій посаді він працював до 2016 року, після чого став головним тренером аматорського клубу «Ласка» з Боратина.

## Цікаві факти та досягнення
- Володимир Мозолюк — переможець чемпіонату УРСР з футболу 1989, що проводився у рамках турніру в шостій зоні другої ліги СРСР.
- Володимир Мозолюк — третій за кількістю проведених матчів за луцький клуб у всіх лігах СРСР та України (502) та третій за кількістю забитих м'ячів за клуб у всіх лігах та кубкових матчах (89).[1]
- Володимир Мозолюк є автором 3000-го голу в чемпіонатах України у вищій лізі. Цей м'яч нападник «Волині» провів 6 травня 1996 року[8] у матчі з командою «Зірка-НІБАС» з Кіровограда.